# Michel Bouquet

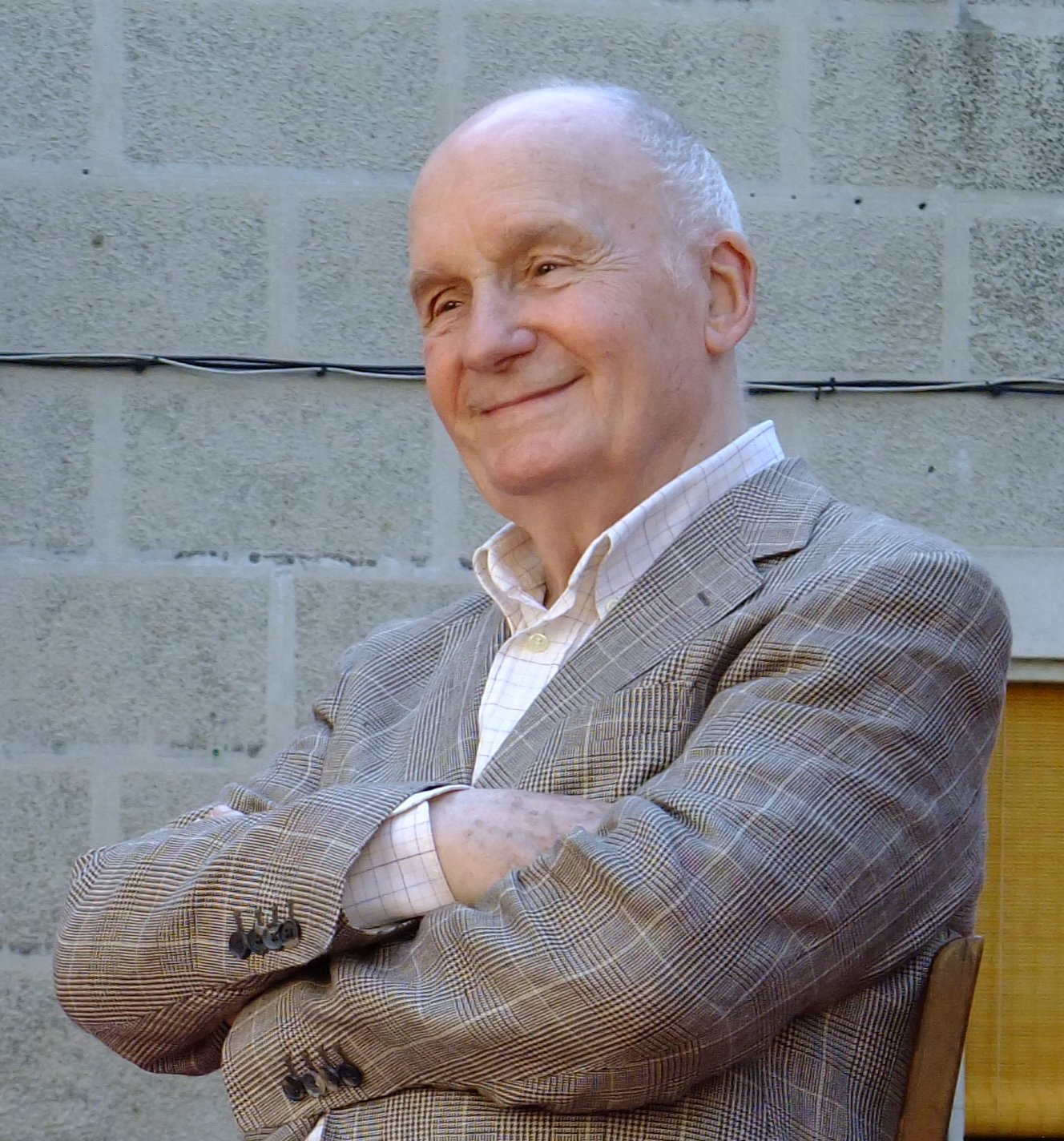
Michel Bouquet (2010)

Michel Bouquet (* 6. November 1925 in Paris; † 13. April 2022 ebenda) war ein französischer Schauspieler.

## Leben und Karriere
Als Jugendlicher begann Bouquet eine Bäckerlehre und war zu Beginn des Zweiten Weltkriegs bei einer Bank angestellt. 1942 nahm er Schauspielkurse bei Maurice Escande am Pariser Conservatoire national supérieur d’art dramatique und debütierte wenig später an der Seite von Gérard Philipe in Caligula. Insbesondere in Stücken von Jean Anouilh gewann er an Profil. 

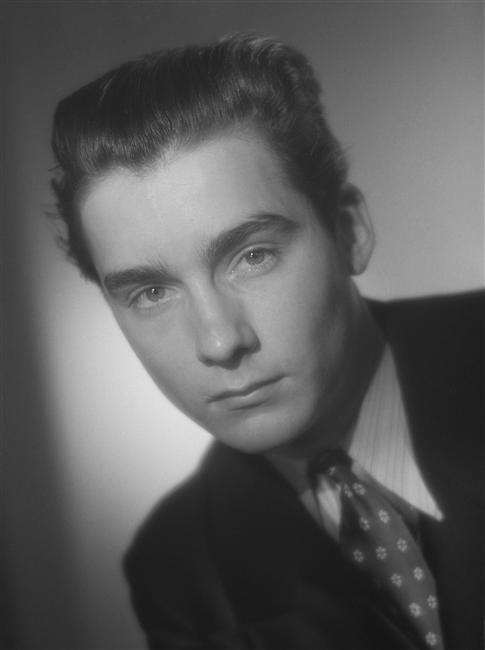
Bouquet (1943)

Sein Filmdebüt gab Bouquet im Jahr 1946, doch wurde er erst in späteren Jahren durch Regisseure der Nouvelle Vague – François Truffaut und Claude Chabrol – berühmt. Bekannt wurde er vor allem mit seiner Darstellung biederer Charaktere aus dem französischen Bürgertum in Filmen von Chabrol, oft an der Seite von Stéphane Audran wie in Vor Einbruch der Nacht, Die untreue Frau, Der Riß und Hühnchen in Essig. Truffaut besetzte ihn wiederum als eines der Opfer der rachsüchtigen Witwe (Jeanne Moreau) in Die Braut trug schwarz (1968) und als von Jean-Paul Belmondo ermordeten Privatdetektiv in Das Geheimnis der falschen Braut (1969).
Weitere bedeutende Rollen hatte er in der für das Fernsehen produzierten Simenon-Verfilmung Zwischen Tod und Leben (1977, nach dem Roman Die Glocken von Bicêtre), in der er einen Mann darstellt, der nach einem Schlaganfall von Claude Jade ins Leben zurückgeholt wird, und in Endstation Schafott als Kommissar, der hartnäckig die Rehabilitierung eines Strafentlassenen (Alain Delon) sabotiert. Zu seinen weiteren Arbeiten zählt Die Legion der Verdammten (1982), Robert Hosseins Verfilmung von Victor Hugos Die Elenden, in der er als Inspektor Javert Lino Ventura verfolgt. Auch im neuen Jahrtausend übernahm Bouquet große Rollen, so spielte er 2012 die Titelrolle in der Filmbiografie Renoir. Zuletzt war er in dem Filmdrama Villa Caprice (2020) auf der Kinoleinwand zu sehen. Bouquets Schaffen für Film und Fernsehen umfasst mehr als 110 Produktionen. 
Neben seiner Filmarbeit war Bouquet auch auf der Theaterbühne präsent, so im Théâtre National Populaire von Jean Vilar und beim ersten Festival d’Avignon sowie in Inszenierungen von unter anderem Jean Anouilh, Claude Régy, Jean-Louis Barrault und Michel Fau. Bouquet wird als einer der bedeutendsten Charakterdarsteller Frankreichs betrachtet. In den Jahren 2002 und 2006 wurde er zweimal mit dem César ausgezeichnet, 1998 und 2005 zweimal mit dem Molière. Im Jahr 2014 erhielt er einen Ehren-Molière für sein Lebenswerk. 
Bouquet war zweimal verheiratet: ab 1954 mit der Schauspielerin Ariane Borg, die er 1945 kennengelernt hatte, und ab 1970 mit der Schauspielerin Juliette Carré. Bouquet starb am 13. April 2022 im Alter von 96 Jahren. Ein nationales Gedenken zu seinen Ehren, dem auch der französische Staatspräsident Emmanuel Macron beiwohnte, fand am 27. April im Pariser Invalidendom statt.

## Arbeitsweise
Michel Bouquet galt als überzeugender Darsteller biederer, berechnender und gefühlskalter Ehe- und Geschäftsmänner der französischen Kleinstadt-Bourgeoisie. Die Schauspielerin Claude Jade, seine Partnerin in Zwischen Tod und Leben, beschreibt Bouquet, der darin eine seiner schwierigsten Rollen spielte, in ihrem Buch Baisers envolés als freundlichen Perfektionisten: 

„Michel Bouquet ist äußerst präzise und überlässt nichts dem Zufall. Ich bin sehr beeindruckt von seiner Konzentration und seiner Fähigkeit, so präzise zu arbeiten. Er bereitete sich vollkommen auf die Rolle des Pressemagnaten vor, der plötzlich nach einem Schlaganfall von Hemiplegie und Aphasie befallen ist. Er sagt seinen Text in den ersten zwei Dritteln des Films nur im Voice-over. Wenn die Dreharbeiten stattfinden, ist nichts oder fast nichts wie das, was wir uns vorgestellt haben […]. Doch trotz all dieser Vorgaben passt sich Michel Bouquet an, manchmal macht er das Gegenteil dessen, was er geplant hatte, und er ist dabei großartig. Und er ist zudem ein Mann von perfekter Höflichkeit.“

## Filmografie (Auswahl)
- 1947: Monsieur Vincent
- 1949: Manon
- 1952: Trois femmes
- 1955: Nacht und Nebel (Nuit et brouillard) (Dokumentarfilm, Erzähler)
- 1955: Der Turm der sündigen Frauen (La Tour de Nesle)
- 1958: Die Falle (Le Piège)
- 1959: Katja, die ungekrönte Kaiserin (Katia)
- 1964: Heimliche Freundschaften (Les Amitiés particulières)
- 1967: Lamiel – ich liebe die Liebe (Lamiel)
- 1967: Die Straße von Korinth (La Route de Corinthe)
- 1968: Die Braut trug schwarz (La Mariée était en noir)
- 1969: Die untreue Frau (La Femme infidèle)
- 1969: Das Geheimnis der falschen Braut (La Sirène du Mississipi)
- 1970: Borsalino
- 1970: Der Fallschirmspringer (Le Dernier saut)
- 1970: Der Riß (La Rupture)
- 1970: Ein Bulle sieht rot (Un condé)
- 1971: Der Boß (Comptes à rebours)
- 1971: Vor Einbruch der Nacht (Juste avant la nuit)
- 1971: Malpertuis
- 1972: Drei Milliarden ohne Fahrstuhl (Trois milliards sans ascenseur)
- 1972: Das Attentat (L’Attentat)
- 1973: Die Schlange (Le Serpent)
- 1973: Kein Rauch ohne Feuer (Il n’y a pas de fumée sans feu)
- 1973: Endstation Schafott (Deux hommes dans la ville)
- 1974: Die Verdächtigen (Les Suspects)
- 1975: Jenseits der Angst (Au-delà de la peur)
- 1976: Das Spielzeug (Le Jouet)
- 1977: Zwischen Tod und Leben (Les Anneaux de Bicêtre) (TV-Film)
- 1978: Staatsraison (La Raison d’État)
- 1982: Mozart (TV-Mehrteiler)
- 1982: Die Legion der Verdammten (Les Misérables)
- 1985: Hühnchen in Essig (Poulet au vinaigre)
- 1985: Blick in den Spiegel (Le Regard dans le miroir) (TV-Mehrteiler)
- 1991: Toto der Held (Toto le héros)
- 1991: Die siebente Saite (Tous les Matins du monde)
- 1995: Elisa (Élisa)
- 2000: Il manoscritto del principe
- 2001: Vater töten! (Comment j’ai tué mon père)
- 2005: Letzte Tage im Elysée (Le Promeneur du champ de Mars)
- 2010: Das kleine Zimmer (La Petite chambre)
- 2012: Renoir
- 2016: L’Origine de la violence
- 2020: Villa Caprice
- 2022: Cérémonie secrète

## Auszeichnungen und Ehrungen (Auswahl)
- 1970: Nominierung für den National Society of Film Critics Award in der Kategorie Bester Hauptdarsteller für Die untreue Frau
- 1983: Ritter der Ehrenlegion
- 1991: Europäischer Filmpreis in der Kategorie Bester Darsteller für Toto der Held
- 1991: Joseph-Plateau-Preis in der Kategorie Bester Darsteller für Toto der Held
- 1992: Nominierung für den David di Donatello in der Kategorie Bester ausländischer Darsteller für Toto der Held
- 1996: Offizier der Ehrenlegion
- 1998: Molière in der Kategorie Bester Hauptdarsteller für Les Côtelettes
- 2002: César in der Kategorie Bester Hauptdarsteller für Vater töten!
- 2002: Prix Lumière in der Kategorie Bester Darsteller für Vater töten!
- 2005: Molière in der Kategorie Bester Hauptdarsteller für Le Roi se meurt
- 2006: César in der Kategorie Bester Hauptdarsteller für Letzte Tage im Elysée (als François Mitterrand)
- 2006: Nominierung für den Globe de Cristal in der Kategorie Bester Hauptdarsteller für Letzte Tage im Elysée
- 2007: Kommandeur der Ehrenlegion
- 2013: Großoffizier der Ehrenlegion
- 2014: Nominierung für den César in der Kategorie Bester Hauptdarsteller für Renoir
- 2014: Nominierung für den Prix Lumière in der Kategorie Bester Darsteller für Renoir
- 2014: Ehren-Molière für das Lebenswerk
- 2018: Großkreuz der Ehrenlegion
- Ritter des Ordre national du Mérite
- Kommandeur des Ordre des Arts et des Lettres